# Alberto Statera
Alberto Statera (Roma, 16 settembre 1947 – Roma, 22 dicembre 2016) è stato un giornalista e scrittore italiano.

## Biografia
Esordì giovanissimo, nel 1969, all'Agenzia Giornalistica Italia. Dal 1971 al 1983 Statera lavorò al settimanale L'Espresso, diventando parte della squadra di Eugenio Scalfari. In quella vece curò una serie di reportage intitolata "I padrini del vapore". Successivamente fu caporedattore - per un decennio - del settore economico dello stesso settimanale e, più tardi, caporedattore centrale con la direzione di Livio Zanetti. In quel periodo fu anche autore, alternandosi con Paolo Mieli, di lunghe interviste nella serie "Terzo Grado" che innovarono l'intervista politica. 
Dal 1983 al 1986 Statera diresse il quotidiano La Nuova Sardegna, dopo l'acquisto da parte del Gruppo L'Espresso, e rilanciò l'antica testata, con l'apertura di edizioni in tutte le province dell'isola, raddoppiandone le vendite in un triennio.
Dal 1986 al 1990 lavorò alla Mondadori, prima come direttore editoriale delle pubblicazioni economiche, poi come direttore del settimanale Epoca e del mensile Storia illustrata. Lasciò il gruppo quando la proprietà passò a Silvio Berlusconi con motivo "clausola di coscienza", uno dei rarissimi professionisti ad avere usufruito di questo diritto nella storia del giornalismo.
Nel 1990-1991 fu caporedattore di economia al quotidiano Repubblica per poi passare, per un quinquennio, a La Stampa di Torino nel ruolo di editorialista.
Dal 1996 al 2000 diresse Il Mattino di Padova, La Nuova Venezia e la Tribuna di Treviso, quotidiani veneti del Gruppo Espresso.
Dal 2000 al 2005 diresse Il Piccolo di Trieste, per poi tornare a Repubblica come editorialista.
Scrisse anche alcuni libri, tra cui Storia di preti e di palazzinari (1977), Un certo De Benedetti - In nome del capitalismo (1984), Perché loro - biografia non autorizzata di Silvio Berlusconi (libro collettaneo, 1985), Cossiga (libro collettaneo, 1985), Prodi (1990), Il Termitaio-I Signori degli appalti che governano l'Italia (2009).
È morto il 22 dicembre 2016 a Roma all'età di 69 anni.
Era fratello dell'accademico e sociologo Gianni Statera.

## Premi e riconoscimenti
Vinse alcuni premi giornalistici e letterari, tra cui il Premiolino, il Premio Anghiari, il Premio Lingotto per l'Economia, il Premio Reggio Calabria e il Premio Forte dei Marmi per la satira politica.

## Opere
- Storia di preti e di palazzinari, L'Espresso, 1977, pp. 175
- Un certo De Benedetti, Sperling & Kupfer, 1984, pp. 248, ISBN 8820003619
- I Grandi scrittori di Epoca!, Arnoldo Mondadori Editore, 1989 (con Elisabetta Burba)
- Il termitaio: i signori degli appalti che governano l'Italia, Rizzoli, 2009, ISBN 8817033006, pp. 195